# Rorippa teres
Rorippa teres là một loài thực vật có hoa trong họ Cải. Loài này được (Michx.) Stuckey miêu tả khoa học đầu tiên năm 1966.